# Спеціальне посилання
Спеціальне посилання (англ. Special pleading), також відома як особливий аргумент (ісп. argumento especial) — це неформальна логічна помилка, коли хтось посилається на щось як на виняток із загального або універсального принципу (правила), не обґрунтовуючи цей виняток.

## Приклади
Приклади цього хибного міркування є в кожній системі мислення, включаючи експериментальні науки:
- Чому знову знизили зарплати й підвищили ціни? Особливий аргумент: «Ви, очевидно, не знаєте фінансових законів держави».
- Гомеопатія повинна бути перевірена клінічними випробуваннями. Особливий аргумент: «Клінічні випробування не є адекватними для перевірки справжньої природи гомеопатії».[6]
- Аргументи щодо емпатії або її протилежності з точки зору наявності певних біологічних чи культурних рис (найчастіше тих, що сприяють характеристиці етнічної приналежності чи спадщини) пронизують багато сучасних дебатів, пов'язаних із боротьбою за різні права, кримінальним законодавством чи ініціативами з культурної рекультивації.
- У дискусії між комуністом і капіталістом один не може сперечатися про економічне і соціальне становище та перешкоди іншого, тому що він не належить до них.